# Есперанто (български остров)
Остров Есперанто (или Орех, Лесковец) е български дунавски остров, разположен от 668,8 до 672,4 км по течението на реката в Област Враца, община Оряхово. Площта му е 1,3 km2, която му отрежда 17-о място по големина сред българските дунавски острови.
Островът се намира източно от село Лесковец и северно от по-големия остров Езика. Има удължена форма с дължина 4 км и максимална ширина в средата до 0,5 км. От българския бряг и остров Езика (Масата) го отделя канал с минимална ширина от 60 м. Най-голямата му височина достига 34 м, намира се в централната му част и представлява около 8 м денивелация над нивото на река Дунав. Остров Езика е изграден от речни наноси и е обрасъл предимно с топола. При високи дунавски води ниските му части частично се заливат.
Името си получава през 1934 г., когато на него се провежда националният есперантски конгрес. Община Оряхово дарява островът на местното есперантско дружество.

## Топографска карта
- Лист от карта K-35-1. Мащаб: 1 : 100 000.